# Пайлоу

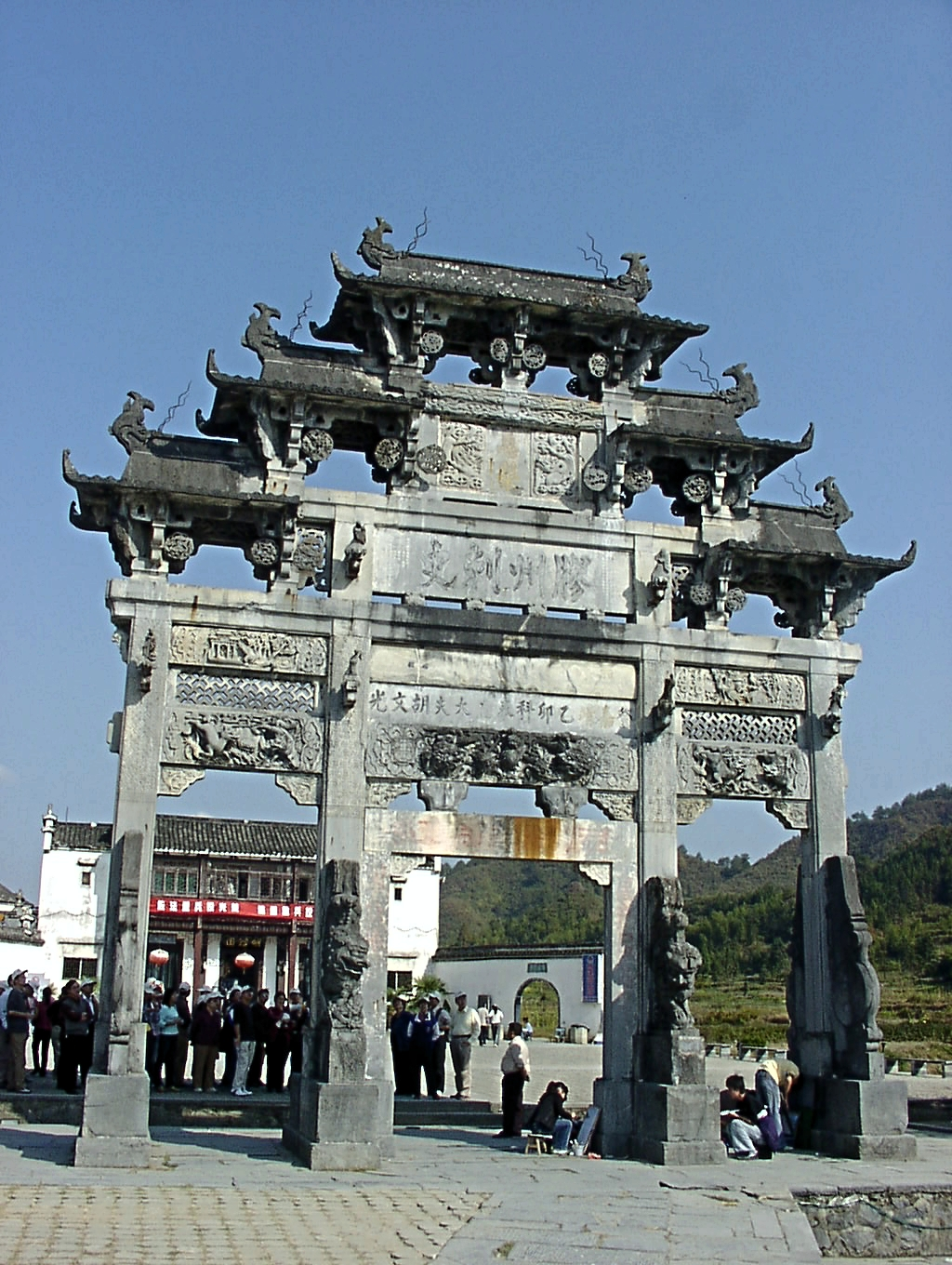
Ворота в южнокитайской деревне Сиди.

Пайлоу (кит. 牌楼), или пайфан (кит. 牌坊) — резные орнаментированные триумфальные ворота из камня или дерева, возводившиеся в Китае в честь правителей, героев, выдающихся событий. Перекрыты одной или несколькими крышами в зависимости от числа пролётов.

Слово пайфан (кит. 牌坊) первоначально было собирательным термином и использовалось для описания двух верхних уровней административного деления и подразделения древних китайских городов. Крупнейшим подразделением города в древнем Китае был фан (坊). Каждый фан (坊) был обнесён стенами или забором и воротами. Эти корпуса были закрыты и охранялись каждую ночь. Каждый фан (坊) был разделён на несколько плит или паев (牌). Каждый пай (牌), в свою очередь, содержал несколько хутунов. Эта система городского административного деления и подразделения разрабатывалась и вводилась при династии Тан и оставалась на протяжении ещё нескольких династий. Например, при династии Мин Пекин был разделён в общей сложности на 36 фанов (坊).

## Происхождение
Китайский пайфан, так же как японские тории и схожие постройки в других странах Дальнего Востока, происходит от тораны, храмовых ворот в древней Индии. Однако он впитал в себя черты традиционной китайской архитектуры, такие как многоярусные крыши, разнообразие столбов и арочная форма ворот и башен.
Во время династии Тан его называли wūtóumén (кит. 烏頭門, буквально «ворота с чёрным верхом»), поскольку вершины столбов окрашивались в чёрный цвет. Такие ворота предназначались для чиновников 6-го ранга и выше. Стандарт их конструкции был установлен в сочинении «Инцзао Фаши» (династия Сун), это были два столба с поперечной балкой, образующие арочный проём и двое дверей по бокам. При династии Мин эти ворота стали называть пайлоу или пайфан, а их конструкция стала более сложной, включая в себя большее количество столбов и проёмов и щипец наверху. Ворота высшего ранга имели пять проёмов, шесть столбов и одиннадцать щипцов.

## Стиль

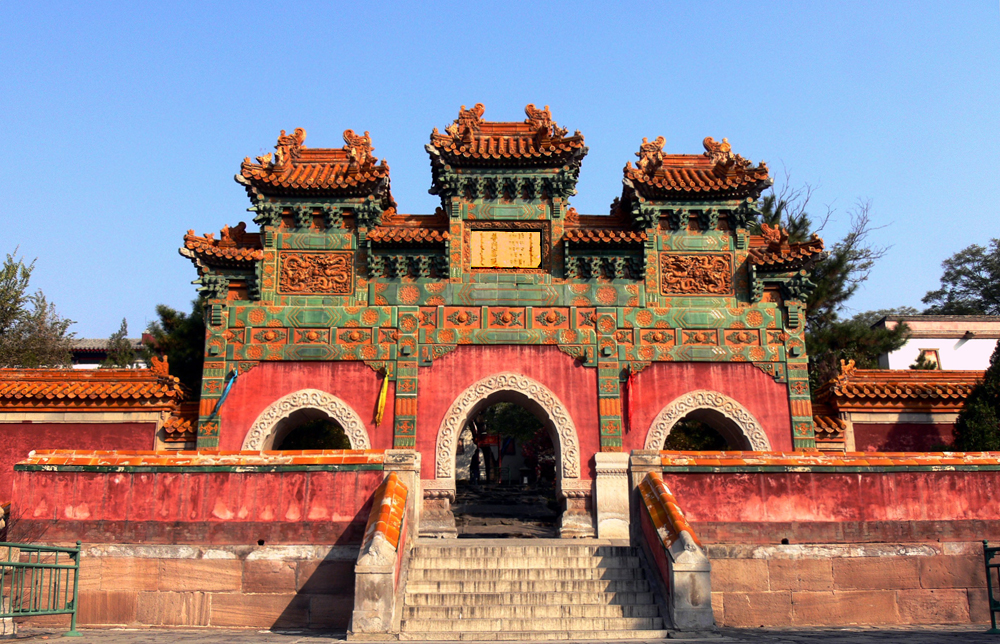
Храм Путоцзунчэн, Чэндэ

Существуют разные виды пайфана. В одном из них деревянные столбы стоят на каменных основаниях, связанные друг с другом деревянными балками. Этот тип всегда красиво оформлен, колонны обычно окрашены в красный, украшены причудливым декором и китайской каллиграфией. Крыши покрыты цветными изразцами и украшены мифическими чудовищами, так же как китайские дворцы. Другой вид пайфана — полноценные арки из камня или кирпича, стены которых могут быть окрашены в белый или красный цвета или украшены цветными изразцами; в верхней части арки украшаются так же, как и их деревянные аналоги. Ещё один вид пайфана, который строится в основном на священных местах и захоронениях, состоит из простых белых каменных столбов и балок, без черепицы и цветных украшений, но с затейливой резьбой, созданной мастерами-каменщиками. Также есть вид, характерный для династии Хань, — две одинаковых башни; такой пайфан можно увидеть в Бэйхае.
Вне Китая пайфан давно является символом китайского квартала. Крупнейший из них, «Арка дружбы», расположен в столице США Вашингтоне.
В прошлом существовали «пайфаны целомудрия», которые воздвигались в честь вдов, не выходивших повторно замуж и хранивших верность супругам.

## Галерея

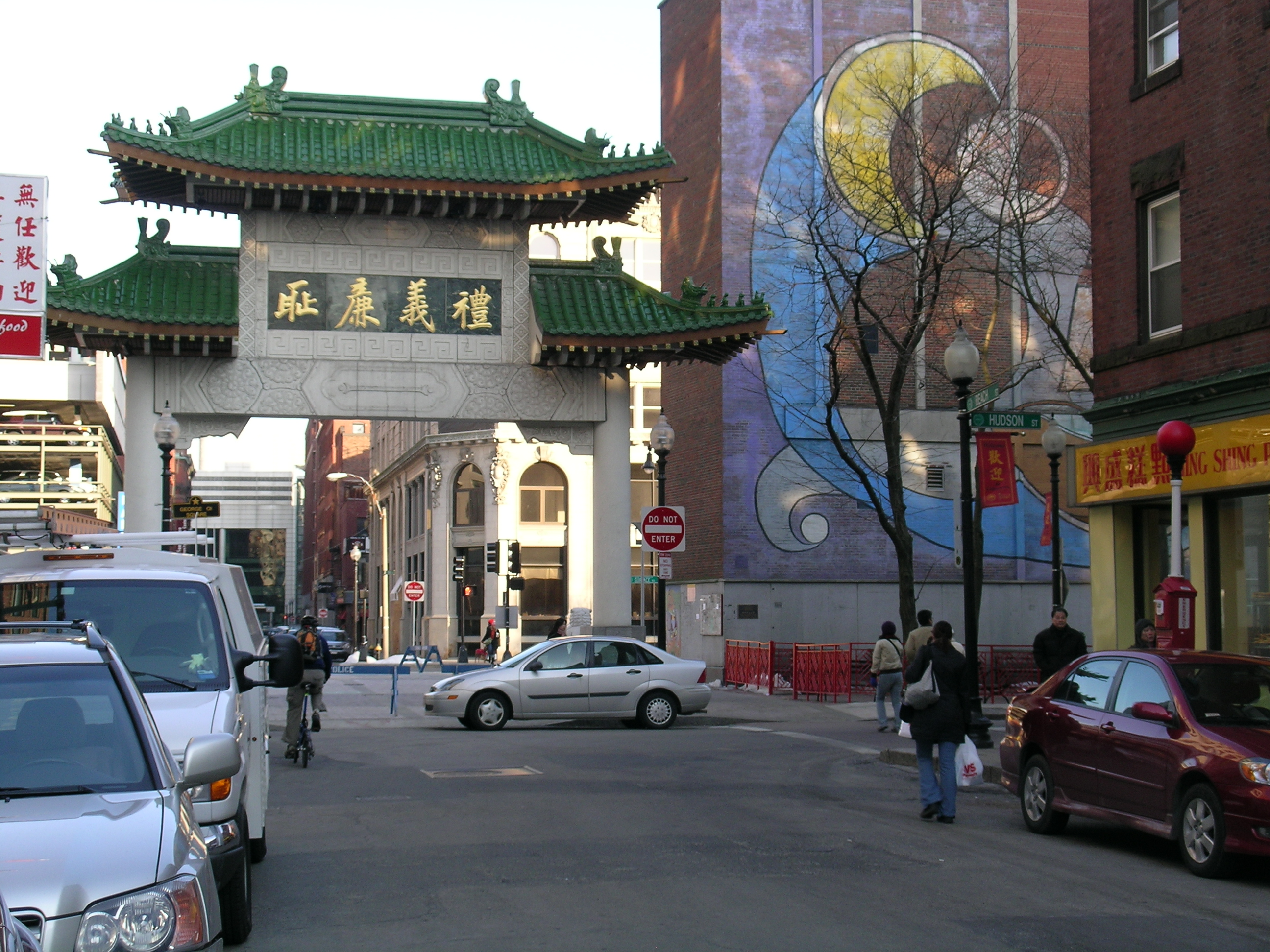
Пайфан в китайском квартале Бостона, штат Массачусетс
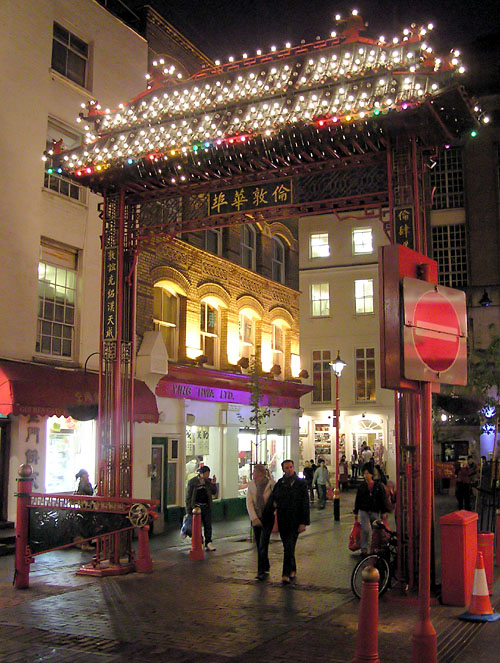
Один из входов в китайском квартале Лондона
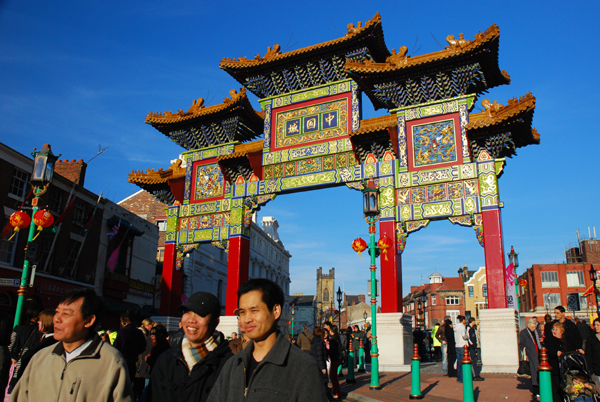
Пайфан в китайском квартале Ливерпуля
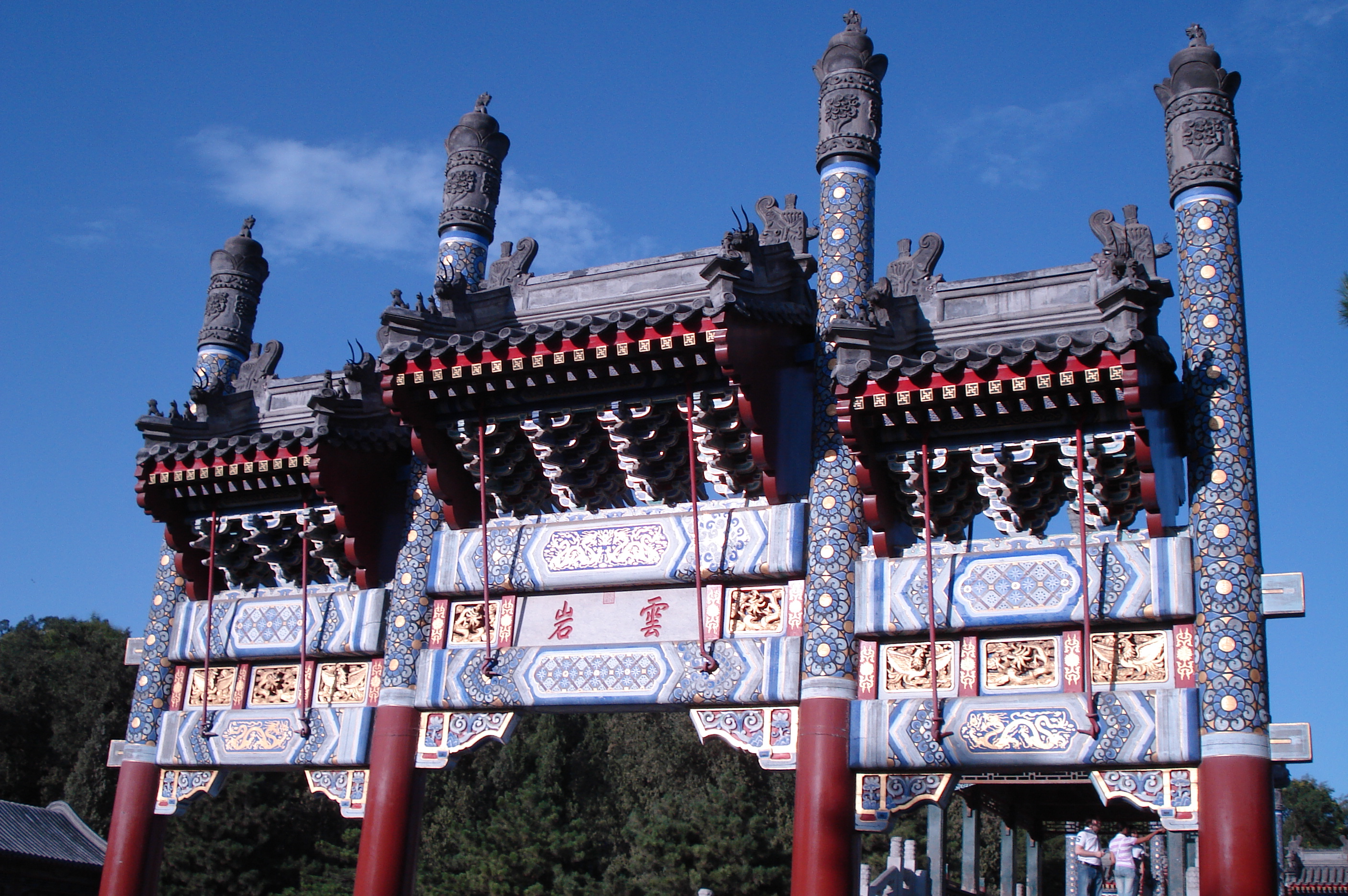
Украшенный пайфан в Летнем дворце
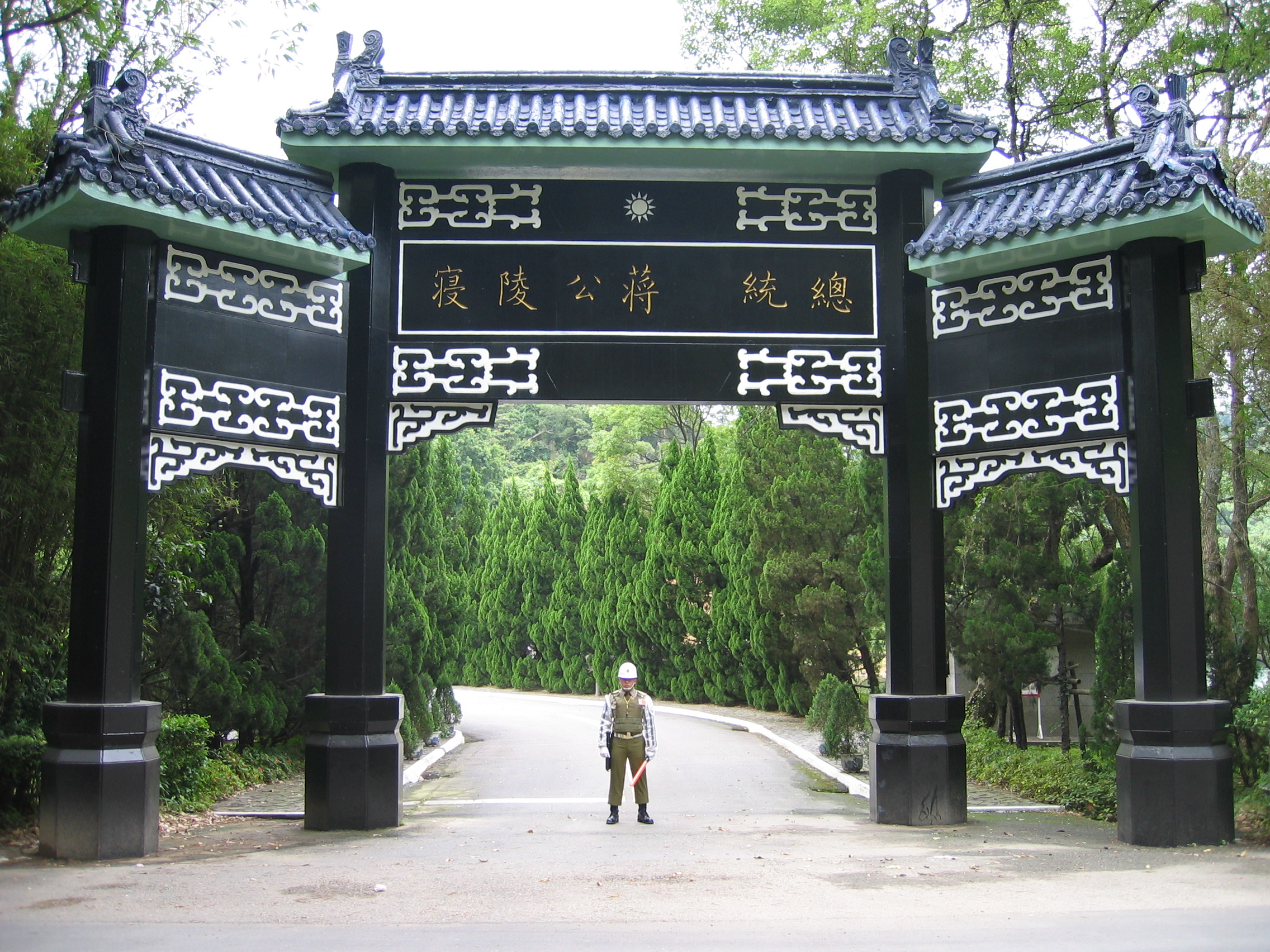
Пайфан на Тайване
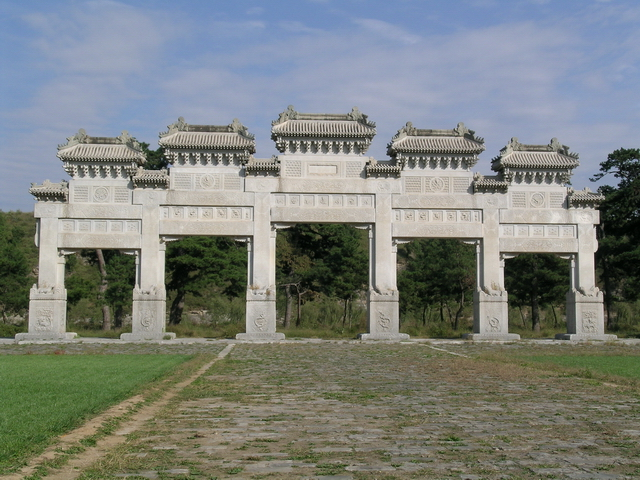
Пять ворот в мавзолее императора Цяньлуна
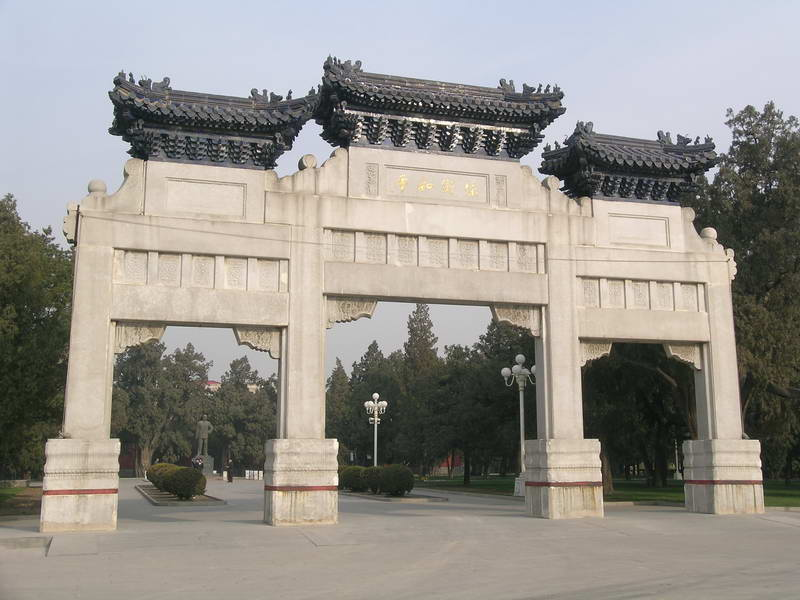
Пайфан в парке Чжуншань в Пекине.
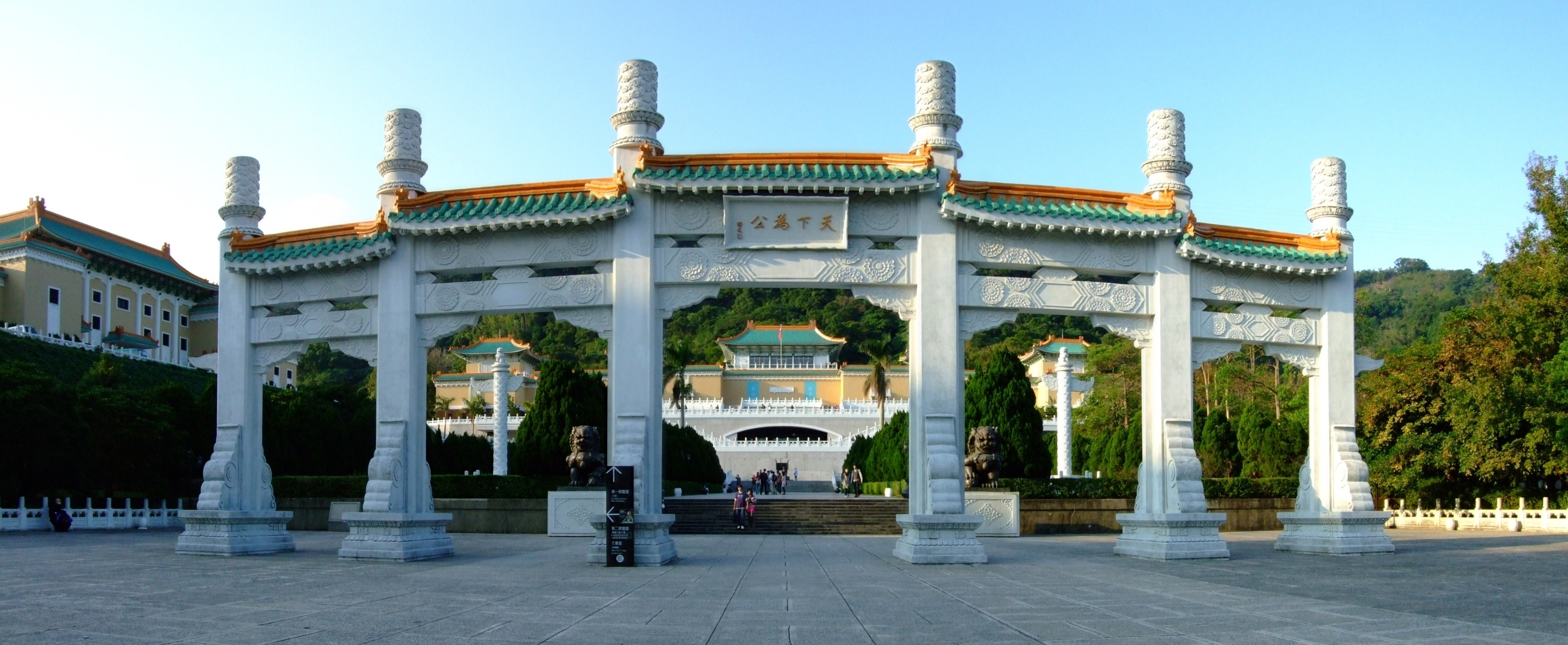
Пайфан у национального дворца-музея в Тайбэе, Тайвань